# Maringá (stad)
Maringá is een grote stad en gemeente in Brazilië. Zij ligt in de staat Paraná en telt ruim 430.000 inwoners (2020).

## Aangrenzende gemeenten
De gemeente grenst aan Ângulo, Astorga, Floresta, Iguaraçu, Mandaguaçu, Marialva, Paiçandu en Sarandi.

## Geboren in Maringá
- Sônia Braga (1950), actrice

## Galerij

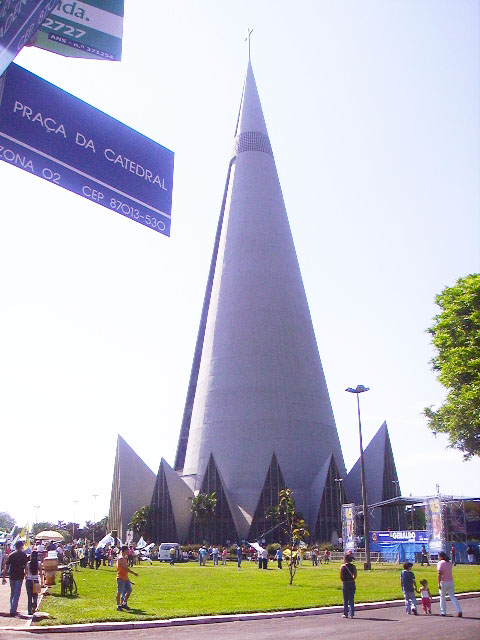
Kathedraal Nossa Senhora da Glória van Maringá
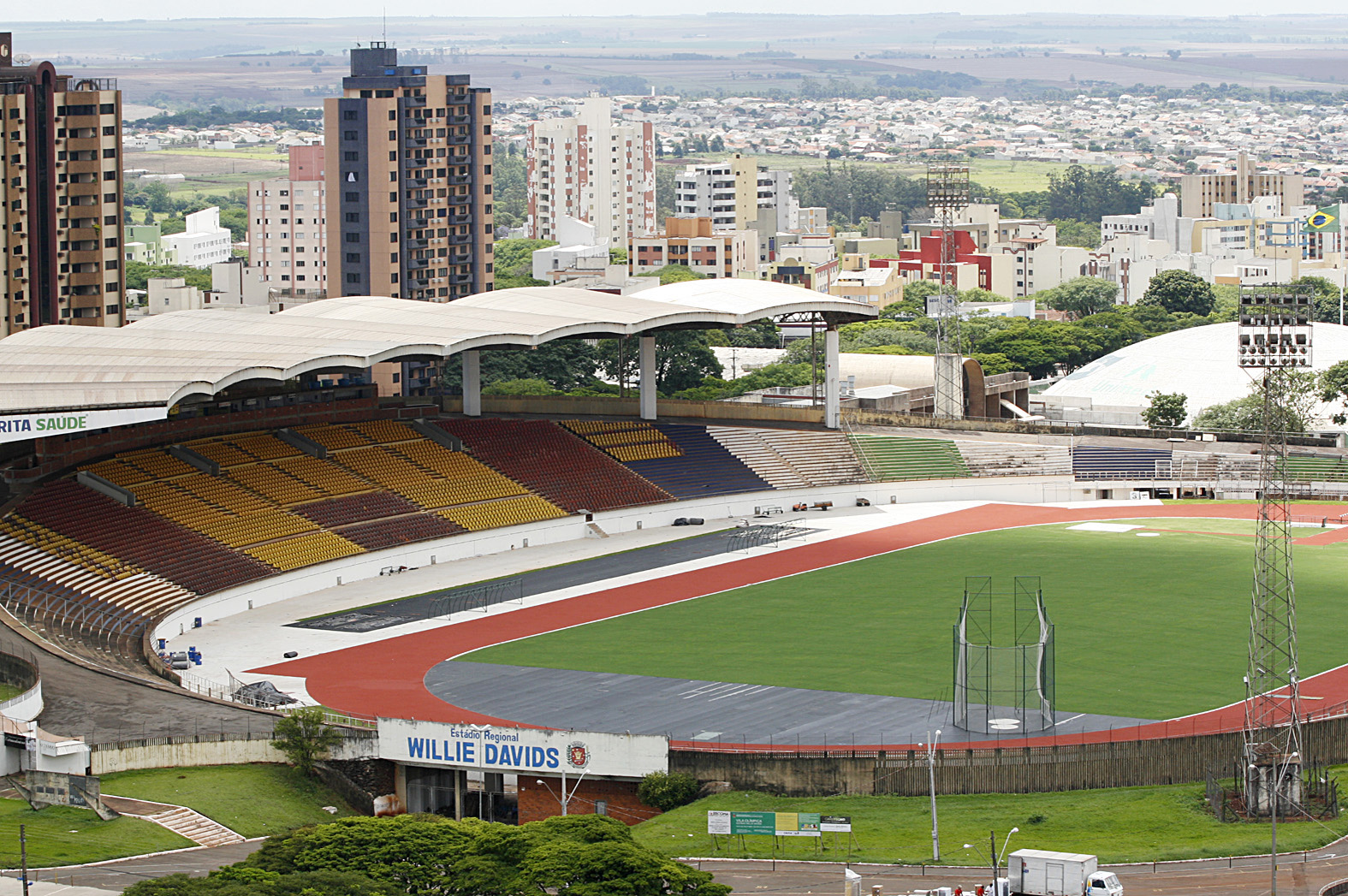
Estádio Willie Davids
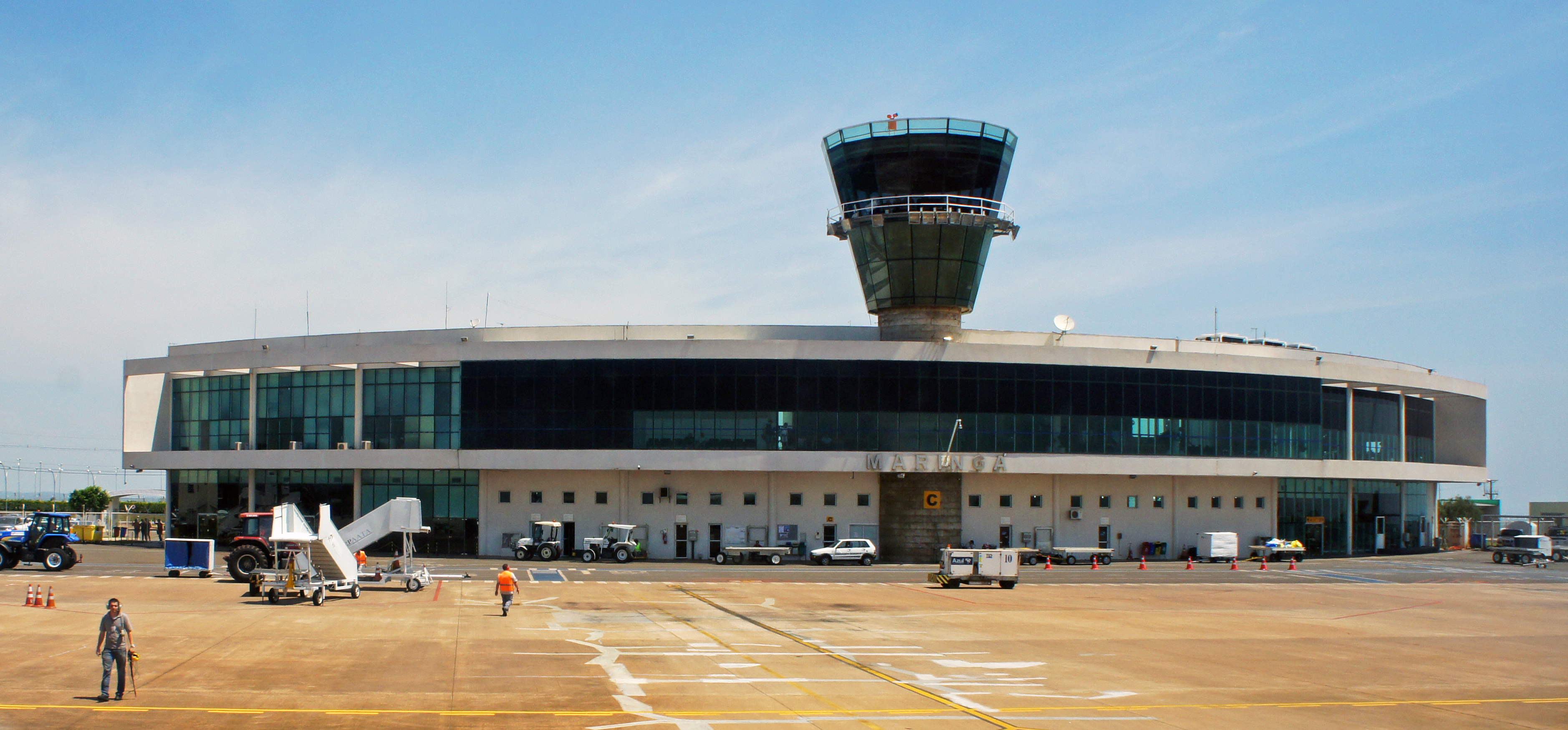
Aeroporto de Maringá